# جواو كاستيلو
جواو كاستيلو (19 أكتوبر 1937 - 11 ديسمبر 2016) سياسي برازيلي ومحامي، كان حاكمًا لمارانهاو بالبرازيل من 15 مارس 1979 إلى 15 مايو 1982.

## السيرة الذاتية
كان تقنيًا إداريًا مسجلاً في المجلس الاتحادي، وكان مساعدًا لمجلس الوزراء لرئيس البلدية كارلوس فاسكونسيلوس في ساو لويس حتى أصبح موظفًا في بنك الأمازون في عام 1956، وشغل في النهاية أحد مجالس إدارته قبل أن ينضم إلى السياسة.
كما شغل المناصب التالية: أمين خزانة ولاية مارانهاو، وعضو مجموعة العمل لمعالجة البيانات والمعايير الفنية بوزارة الداخلية واللجنة الاستشارية المصرفية التابعة للمجلس النقدي الوطني. خلال فترة ولايته كمحافظ عمل في المجلس التشاوري لهيئة الإشراف على تنمية منطقة الأمازون وهيئة الإشراف على تنمية الشمال الشرقي.
حصل على لقب «دكتور فخري كوزا» من جامعة مارانهاو الفيدرالية وفي عام 1984 تخرج في القانون من المدرسة الموحدة في برازيليا.

## المسار السياسي
ينتمي إلى تحالف التجديد الوطني، وانتخب نائباً فيدرالياً في عامي 1970 و1974، وبفضل نظام الانتخابات غير المباشرة تم اختيار حاكم مارانهاو في عام 1978 من قبل الرئيس إرنستو جيزل الذي تجنب خياره المواجهة بين فصائل أرينستس لخوسيه سارني وأوسفالدو من كوستا نونيس فريري.
مع انقضاء القانون المؤسسي رقم 2، انضم إلى الحزب الاجتماعي الديمقراطي وانتُخب سناتورًا في عام 1982. في خلافة الرئيس جواو فيغيريدو صوت باولو مالوف في المجمع الانتخابي في عام 1985 على الرغم من أن الفائز كان تانكريدو نيفيس في لوحة حيث كان خوسيه سارني نائب الرئيس، وقد تولى هذا القصر قصر بلانالتو بمرض وموت حامله.
في عام 1989 انضم إلى حزب إعادة الإعمار الوطني، وأيد الترشح الناجح لفرناندو كولور دي ميلو لرئاسة الجمهورية وتلقى الدعم للعودة إلى حكومة مارانهاو في عام 1990، على الرغم من هزيمته من قبل إديسون لوباو في الجولة الثانية. .
كان منتسبًا إلى الأحزاب التي سبقت الحزب التقدمي الحالي، وقد هُزم عندما تنازع على ولاية مجلس الشيوخ في عام 1994 ومدينة ساو لويس في عام 1996. بعد الانتقال إلى الحزب الديمقراطي الاجتماعي البرازيلي خسر انتخابات جديدة لمجلس مدينة مارانهاو العاصمة في أعوام 2000 و2004 و2012 ومجلس الشيوخ الفيدرالي البرازيلي في عام 2006. ومن ناحية أخرى تم انتخابه نائباً فيدرالياً في الأعوام 1998 و2002 و2014 وعمدة عاصمة مارانهاو في عام 2008.
في 17 أبريل 2016 صوت لصالح فتح عملية إقالة ديلما روسيف في الجلسة العامة لمجلس النواب البرازيلي.

## الفاة
توفي عن عمر يناهز 79 عامًا في 11 ديسمبر 2016 بعد مضاعفات من عملية جراحية.